# Gaochuan (socken i Kina, Ningxia)
Gaochuan (kinesiska: 蒿川乡, 蒿川) är en socken i Kina. Den ligger i den autonoma regionen Ningxia, i den nordvästra delen av landet, omkring 200 kilometer söder om regionhuvudstaden Yinchuan. Antalet invånare är 7 610. Befolkningen består av 3 709 kvinnor och 3 901 män. Barn under 15 år utgör 30 %, vuxna 15-64 år 63 %, och äldre över 65 år 6,0 %.
Genomsnittlig årsnederbörd är 491 millimeter. Den regnigaste månaden är september, med i genomsnitt 100 mm nederbörd, och den torraste är december, med 1 mm nederbörd.